# Píla (district de Lučenec)
Píla (hongrois : Fűrész) est un village de Slovaquie situé dans la région de Banská Bystrica.

## Histoire
La première mention écrite du village date de 1456.

## Démographie

### Évolution de la population
| Année:               | 1994. | 2004.    | 2014.   | 2024.   |
| -------------------- | ----- | -------- | ------- | ------- |
| Nombre de personnes: | 293   | 262      | 265     | 251     |
| Différence:          |       | -10,58 % | +1,14 % | -5,28 % |

| Année:               | 2023. | 2024.   |
| -------------------- | ----- | ------- |
| Nombre de personnes: | 251   | 251     |
| Différence:          |       | +1,42 % |